# 中部車站百選
中部車站百選（日语：中部の駅百選），是日本的鐵道日（鉄道の日）慶祝系列活動之一，選出100座能代表中部地方特色的鐵路車站。
1999年至2002年，運輸省（2000年起改編為國土交通省）的中部運輸局舉辦公開募集活動，從該局轄區內（静岡縣、愛知縣、岐阜縣、三重縣、福井縣、石川縣、富山縣）的鐵路車站之中，由評選委員會在這四年各選出25站，共100座車站。2002年7月1日，地方運輸局組織調整，石川及富山兩縣改編入北陸信越運輸局的轄區，但仍列入中部車站百選的候選範圍。
與其他地方的車站百選不同，中部車站百選將空中纜車（索道）的車站也列入募集範圍，並選出了四座車站列入百選之中。

## 已廢車站
列入中部車站百選的車站之中，已有8座車站廢站：
- 永平寺車站：2002年10月21日起隨著京福電氣鐵道永平寺線廢線而廢站。
- 九十九灣小木車站、繩文真脇車站、鵜飼車站：2005年4月1日起隨著能登鐵道能登線廢線而廢站。
- 黑野車站：2005年4月1日起隨著名古屋鐵道揖斐線廢線而廢站。
- 桃花台東站：2006年10月1日起隨著桃花台線廢線而廢站。
- 奧飛驒溫泉口車站：2006年12月1日起隨著神岡鐵道神岡線廢線而廢站。
- 加賀一之宮車站：2009年11月1日起廢站。

## 第一回（1999年）入選車站
註：列表中的站名及業者以入選時為主。
| 車站                   | 業者                               | 所在地                     |
| ---------------------- | ---------------------------------- | -------------------------- |
| 金山車站               | JR東海、名古屋鐵道、名古屋市交通局 | 愛知縣名古屋市中區、熱田區 |
| 龜崎車站               | JR東海                             | 愛知縣半田市               |
| 布袋車站               | 名古屋鐵道                         | 愛知縣江南市               |
| 三河田原車站           | 豐橋鐵道                           | 愛知縣田原市               |
| 久屋大通車站           | 名古屋市交通局                     | 愛知縣名古屋市中區         |
| 豐田市車站、新豐田車站 | 名古屋鐵道、愛知環狀鐵道           | 愛知縣豐田市               |
| 東靜岡車站             | JR東海                             | 靜岡縣靜岡市葵區           |
| 伊豆高原車站           | 伊豆急行                           | 靜岡縣伊東市               |
| 狐崎車站               | 靜岡鐵道                           | 靜岡縣靜岡市清水區         |
| 千頭車站               | 大井川鐵道                         | 靜岡縣川根本町             |
| 天龍二俣車站           | 天龍濱名湖鐵道                     | 靜岡縣濱松市天龍區         |
| 飛驒小坂車站           | JR東海                             | 岐阜縣下呂市               |
| 黑野車站               | 名古屋鐵道                         | 岐阜縣大野町               |
| 明智車站               | 明知鐵道                           | 岐阜縣惠那市               |
| 白樺平車站（しらかば平駅）         | 奥飛觀光開發纜車                   | 岐阜縣高山市               |
| 津車站                 | JR東海、近畿日本鐵道、伊勢鐵道     | 三重縣津市                 |
| 宇治山田車站           | 近畿日本鐵道                       | 三重縣伊勢市               |
| 大安車站               | 三岐鐵道                           | 三重縣員辨市               |
| 若狹本鄉車站           | JR西日本                           | 福井縣大飯町               |
| 永平寺車站             | 京福電氣鐵道                       | 福井縣永平寺町             |
| 美川車站               | JR西日本                           | 石川縣白山市               |
| 能登鹿島車站           | 能登鐵道                           | 石川縣穴水町               |
| 魚津車站               | JR西日本                           | 富山縣魚津市               |
| 室堂車站               | 立山黑部貫光                       | 富山縣立山町               |
| 宇奈月車站             | 黑部峡谷鐵道                       | 富山縣黑部市               |

## 第二回（2000年）入選車站
| 車站                                   | 業者                                             | 地點                 |
| -------------------------------------- | ------------------------------------------------ | -------------------- |
| 名古屋車站、名鐵名古屋站、近鐵名古屋站 | JR東海、名古屋鐵道、近畿日本鐵道、名古屋市交通局 | 愛知縣名古屋市中村區 |
| 本宿車站                               | 名古屋鐵道                                       | 愛知縣岡崎市         |
| 小幡車站                               | 名古屋鐵道                                       | 愛知縣名古屋市守山區 |
| 伏見車站                               | 名古屋市交通局                                   | 愛知縣名古屋市中區   |
| 市役所車站                             | 名古屋市交通局                                   | 愛知縣名古屋市中區   |
| 稻澤車站                               | JR東海、JR貨物                                   | 愛知縣稻澤市         |
| 修善寺車站                             | 伊豆箱根鐵道                                     | 靜岡縣伊豆市         |
| 城崎海岸車站                           | 伊豆急行                                         | 靜岡縣伊東市         |
| 西鹿島車站                             | 遠州鐵道                                         | 靜岡縣濱松市天龍區   |
| 岐阜車站                               | JR東海                                           | 岐阜縣岐阜市         |
| 竹鼻車站                               | 名古屋鐵道                                       | 岐阜縣羽島市         |
| 養老車站                               | 近畿日本鐵道                                     | 岐阜縣養老町         |
| 樽見車站                               | 樽見鐵道                                         | 岐阜縣本巢市         |
| 郡上八幡車站                           | 長良川鐵道                                       | 岐阜縣郡上市         |
| 二見浦車站                             | JR東海                                           | 三重縣伊勢市         |
| 志摩磯部車站                           | 近畿日本鐵道                                     | 三重縣志摩市         |
| 九頭龍湖車站                           | JR西日本                                         | 福井縣大野市         |
| 福井縣立音樂堂車站（ハーモニーホール駅）                 | 福井鐵道                                         | 福井縣福井市         |
| 能登二宮車站                           | JR西日本                                         | 石川縣中能登町       |
| 加賀一之宮車站                         | 北陸鐵道                                         | 石川縣白山市         |
| 九十九灣小木車站                       | 能登鐵道                                         | 石川縣能登町         |
| 美女平車站                             | 立山開發鐵道                                     | 富山縣立山町         |
| 越中舟橋車站                           | 富山地方鐵道                                     | 富山縣舟橋村         |
| 櫸平車站                               | 黑部峽谷鐵道                                     | 富山縣黑部市         |
| 山上公園車站                           | 御在所纜車                                       | 三重縣菰野町         |

## 第三回（2001年）入選車站
| 車站                     | 業者                   | 地點                 |
| ------------------------ | ---------------------- | -------------------- |
| 桃花台東車站             | 桃花台新交通           | 愛知縣小牧市         |
| 名古屋巨蛋前矢田車站（ナゴヤドーム前矢田駅） | 名古屋市交通局         | 愛知縣名古屋市東區   |
| 東山公園車站             | 名古屋市交通局         | 愛知縣名古屋市千種區 |
| 瀨戶市車站               | 愛知環狀鐵道           | 愛知縣瀨戶市         |
| 尾張瀨戶車站             | 名古屋鐵道             | 愛知縣瀨戶市         |
| 中京競馬場前車站         | 名古屋鐵道             | 愛知縣名古屋市綠區   |
| 車站前停留場             | 豐橋鐵道               | 愛知縣豐橋市         |
| 伊豆急下田車站           | 伊豆急行               | 靜岡縣下田市         |
| 三島車站                 | JR東海、伊豆箱根鐵道   | 靜岡縣三島市         |
| 奥大井湖上車站           | 大井川鐵道             | 靜岡縣榛原郡川根本町 |
| 大草山車站               | 遠鐵觀光開發館山寺纜車 | 靜岡縣濱松市西區     |
| 新鵜沼車站               | 名古屋鐵道             | 岐阜縣各務原市       |
| 奥飛驒溫泉口車站         | 神岡鐵道               | 岐阜縣飛驒市         |
| 美濃太田車站             | JR東海、長良川鐵道     | 岐阜縣美濃加茂市     |
| 岩村車站                 | 明知鐵道               | 岐阜縣惠那市         |
| 本巢車站                 | 樽見鐵道               | 岐阜縣本巢市         |
| 齋宮車站                 | 近畿日本鐵道           | 三重縣明和町         |
| 西藤原車站               | 三岐鐵道               | 三重縣員辨市         |
| 鳥羽車站                 | JR東海、近畿日本鐵道   | 三重縣鳥羽市         |
| 中瀨古車站               | 伊勢鐵道               | 三重縣鈴鹿市         |
| 越前大野車站             | JR西日本               | 福井縣大野市         |
| 金澤車站、北鐵金澤車站   | JR西日本、北陸鐵道     | 石川縣金澤市         |
| 鵜飼車站                 | 能登鐵道               | 石川縣珠洲市         |
| 福岡車站                 | JR西日本               | 富山縣高岡市         |
| 富山車站、電鐵富山車站   | JR西日本、富山地方鐵道 | 富山縣富山市         |

## 第四回（2002年）入選車站
| 車站                 | 業者                     | 地點               |
| -------------------- | ------------------------ | ------------------ |
| 東榮車站             | JR東海                   | 愛知縣東榮町       |
| 名古屋港車站         | 名古屋市交通局           | 愛知縣名古屋市港區 |
| 藤浪車站             | 名古屋鐵道               | 愛知縣愛西市       |
| 愛野車站             | JR東海                   | 靜岡縣袋井市       |
| 遠州岩水寺車站       | 遠州鐵道                 | 靜岡縣濱松市濱北區 |
| 大嵐車站             | JR東海                   | 靜岡縣濱松市天龍區 |
| 河津車站             | 伊豆急行                 | 靜岡縣河津町       |
| 佐久間車站           | JR東海                   | 靜岡縣濱松市天龍區 |
| 新金谷車站           | 大井川鐵道               | 靜岡縣島田市       |
| 織部車站             | 樽見鐵道                 | 岐阜縣本巣市       |
| 金華山麓車站         | 岐阜觀光索道“金華山纜車” | 岐阜縣岐阜市       |
| 坂上車站             | JR東海                   | 岐阜縣飛驒市       |
| 美並子寶溫泉車站（みなみ子宝温泉駅） | 長良川鐵道               | 岐阜縣郡上市       |
| 一身田車站           | JR東海                   | 三重縣津市         |
| 伊勢八知車站         | JR東海                   | 三重縣津市         |
| 上野市車站           | 近畿日本鐵道             | 三重縣伊賀市       |
| 北勢中央公園口車站   | 三岐鐵道                 | 三重縣員辨市       |
| 海山道車站           | 近畿日本鐵道             | 三重縣四日市市     |
| 四日市車站           | JR東海、JR貨物           | 三重縣四日市市     |
| 敦賀車站             | JR西日本                 | 福井縣敦賀市       |
| 東小濱車站           | JR西日本                 | 福井縣小濱市       |
| 内灘車站             | 北陸鐵道                 | 石川縣内灘町       |
| 加賀溫泉車站         | JR西日本                 | 石川縣加賀市       |
| 繩文真脇車站         | 能登鐵道                 | 石川縣能登町       |
| 城端車站             | JR西日本                 | 富山縣南礪市       |

## 另見
- 關東車站百選
- 近畿車站百選
- 東北車站百選